# Войсковой сельский совет
Войсковой сельский совет (укр. Військова сільська рада) — входит в состав
Солонянского района
Днепропетровской области
Украины.
Административный центр сельского совета находится в 
с. Войсковое.

## Населённые пункты совета
- с. Войсковое
- с. Вовниги
- с. Гроза
- с. Калиновка
- с. Петро-Свистуново